# О’Хиггинс (коммуна)
О’Хиггинс (исп. O'Higgins) — коммуна в Чили. Административный центр коммуны — посёлок Вилья-О'Хиггинс. Население — 314 человек (2002). Поселок и коммуна входят в состав провинции Капитан-Прат и области Айсен-дель-Хенераль-Карлос-Ибаньес-дель-Кампо.
Территория коммуны — 8182,5 км². Численность населения — 571 житель (2007). Плотность населения — 0,057 чел./км².

## Расположение
Поселок Вилья-О'Хиггинс расположен в 326 км на юг от административного центра области города Койайке и в 134 км на северо-запад от административного центра провинции города Кочране.
Коммуна граничит:
- на севере — c коммуной Кочране
- на востоке — с провинцией Санта-Крус (Аргентина)
- на юге — c коммуной Наталес
- на западе — c коммуной Тортель

## Демография
Согласно сведениям, собранным в ходе переписи Национальным институтом статистики, население коммуны составляет 571 человек, из которых 326 мужчин и 245 женщин.
Население коммуны составляет 0,57 % от общей численности населения области Айсен-дель-Хенераль-Карлос-Ибаньес-дель-Кампо, при этом 100 % относится к сельскому населению и 0 % — городское население.